# Carassius gibelio
A carpa-prussiana, alternativamente denominada de carpa-prussiana-prateada (nome binomial: Carassius gibelio), é uma espécie de peixe membro da família Cyprinidae, que inclui uma série de outros peixes, incluindo a carpa-comum, o peixe-dourado, e os pequenos vairões. Se trata de um ciprinídeo de tamanho médio, que não apresenta massa maior do que três quilogramas (6,6 libras) e um comprimento de 45 centímetros (18 polegadas). Seus espécimes são normalmente prateados, embora outras variações de coloração existam. São animais onívoros e se alimentam de plânctons, invertebrados, matéria orgânica e detritos. Originalmente da Sibéria ou da Europa Central, foram introduzidos em lagos, lagoas e rios de baixo movimento na Europa, América do Norte e Ásia, onde atualmente habitam.
As carpas-prussianas são uma espécie de peixe extremamente inavsiva em áreas que não abrangem a sua distribuição nativa. Os peixes se reproduzem e se espalham rapidamente. Em 2020, pesquisadores demonstraram que uma porção pequena de ovos de carpa-prussiana fertilizados, quando ingeridos por aves aquáticas, podem sobreviver ao passarem pelo aparelho digestivo e se chocam depois de serem retirados das fezes. Aves apresentam uma preferência significativa por ovos de peixes, enquanto os ciprinídeos produzem centenas de milhares de ovos em um único evento de desova. Estes dados indicam que embora a porção menor de ovos sobreviva dentro do aparelho digestivo das aves, a dispersão de ovos pode providenciar um mecanismo de dispersão potencialmente negligenciado das carpas prussianas. Se provado dentro de circunstâncias naturais, a dispersão endozoocória de peixes invasores poderá ser uma forte preocupação de conservação da biodiversidade de água doce.
As carpas-prussianas têm a habilidade de ginogênese, o que significa que o espermatozoide é requirido para a fertilização dos ovos, porém o gâmeta masculino não contribui para nenhuma parte do DNA do embrião. As fêmeas botam os ovos e, depois, roubam o esperma de espécies relacionadas. Em outras palavras, estas são capazes de reproduzir de ovos não fertilizados.

## Descrição

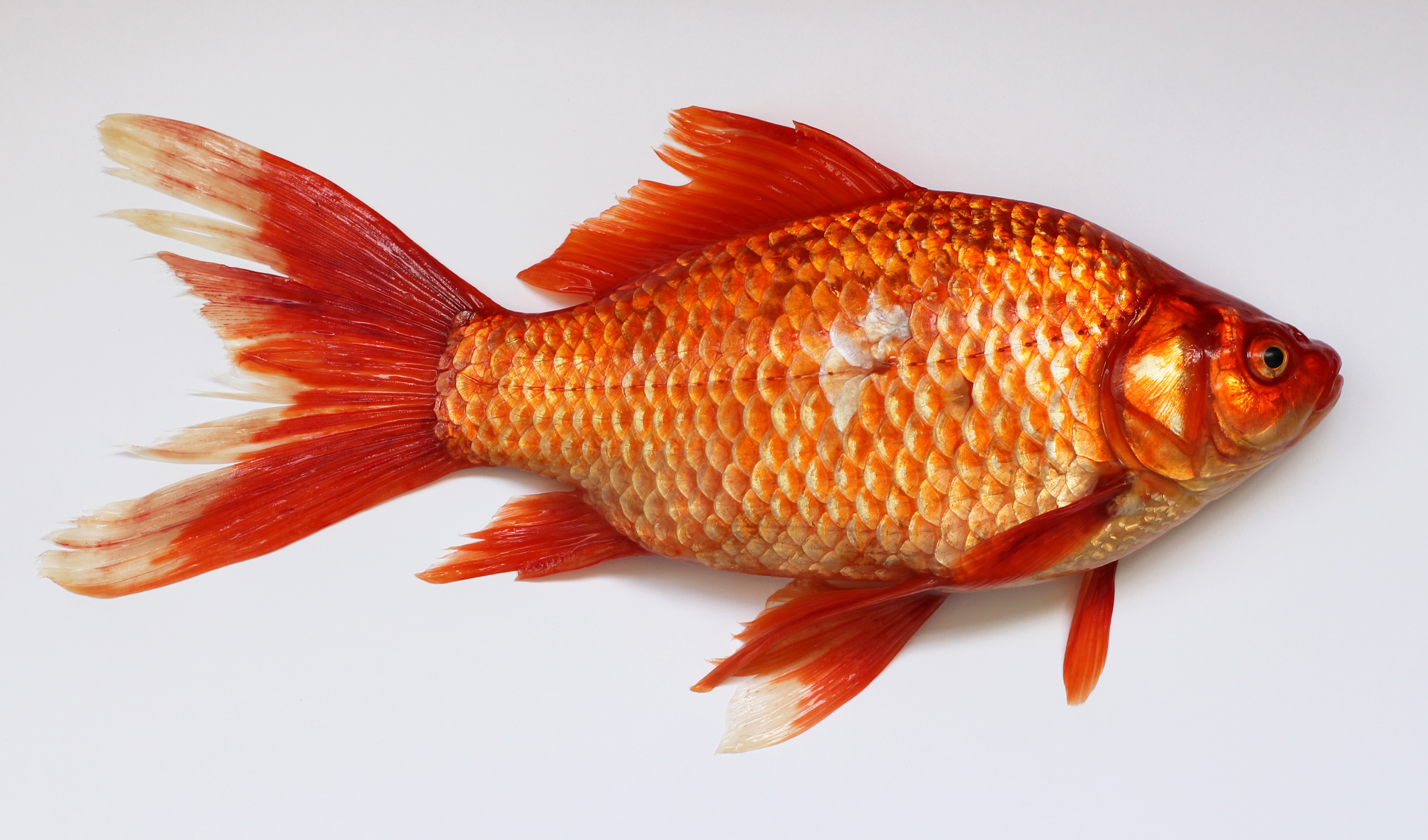
Uma carpa-prussiana selvagem de coloração alaranjada similar ao dos peixes-dourados.

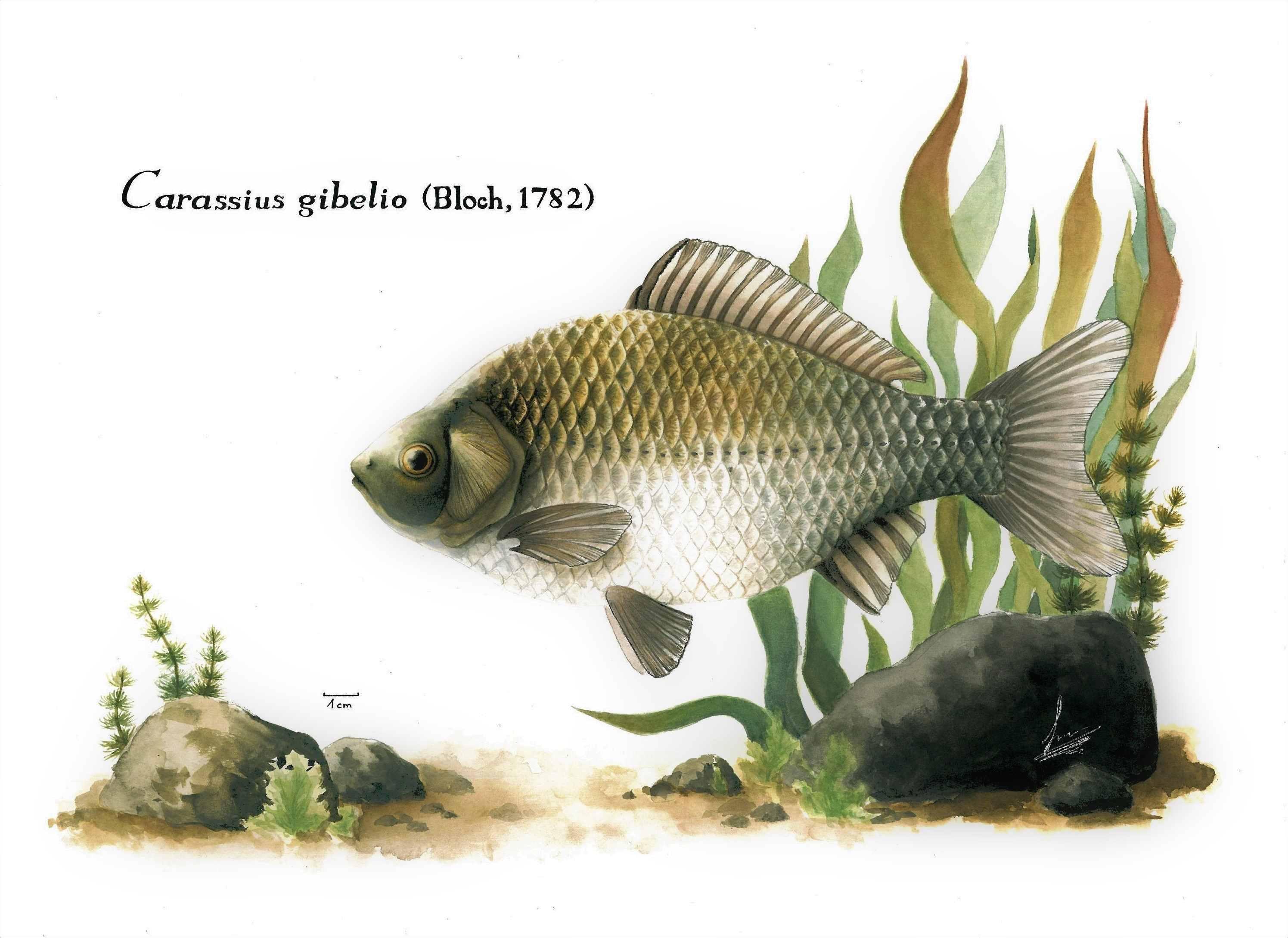
Ilustração de um Carassius gibelio

A carpa-prussiana é um peixe encorpado, robusto que se assemelha a carpa-cruciana (Carassius carassius) que pode crescer em torno de 10 a 35 centímetros (4 a 14 polegadas) em comprimento. Suas escamas são mais largas em relação àquelas da carpa-cruciana, e esta tipicamente possui 27 a 32 escamas seguindo pela linha lateral, onde a carpa-cruciana possui, normalmente, entre 31 e 35. A espécie é prateada, às vezes com um leve tom dourado, enquanto a carpa-cruciana tem uma aparência dourada polida. A cauda da carpa-prussiana é bifurcada mais profundamente do que a da carpa-cruciana.